# 修造学園〜学校では教えてくれない授業〜
『修造学園〜学校では教えてくれない授業〜』（しゅうぞうがくえん がっこうではおしえてくれないじゅぎょう）は、テレビ朝日で年2回、祝日に放送されるドキュメンタリー特別番組であり、タイトル通り松岡修造の冠番組である。2004年末より放送している。

## 概要
プロテニスプレーヤーの松岡修造が、子供たちに野外合宿を通して、様々な事を学んで成長してもらうべく課外授業を行っていく。

## 放送
2013年度までは主に祝日か夏休み、年末の平日10:30-11:25（アンコールF）枠で放送されていたが、2014年度より『ワイド!スクランブル・第1部』が10:30 - 12:00に拡大されたため、土曜日の午前中に放送されている。後日CS放送のテレ朝チャンネルで再放送されるほか、一部ANN系列局とNNN系列局の四国放送にも遅れネットされる。また、放送後に公式ホームページに動画を掲載する（テレ朝動画でも配信される）。

## 放送内容
| 回 | サブタイトル                             | 放送日         | 放送時間      | 備考                       |
| -- | ---------------------------------------- | -------------- | ------------- | -------------------------- |
| 1  | 子供が変わる課外授業編                   | 2004年12月31日 | 10:50 - 11:45 |                            |
| 2  | 合併間近の離島編                         | 2006年5月5日   | 10:30 - 11:25 | 初の離島ロケ。             |
| 3  | 親子が必ず仲良くなれる方法編             | 2006年12月27日 | 10:30 - 11:25 |                            |
| 4  | 屋久島200キロ大冒険!!編                  | 2007年8月17日  | 10:30 - 11:25 |                            |
| 5  | 心が変われば未来も変わる!編              | 2008年5月5日   | 10:30 - 11:25 |                            |
| 6  | 「食の大切さ」と「感謝のこころ」編       | 2008年12月27日 | 15:00 - 15:55 |                            |
| 7  | 大観衆の前でゴスペルを歌う!!編           | 2009年5月5日   | 10:30 - 11:25 |                            |
| 8  | 進め帆船!大航海編                        | 2009年11月3日  | 10:30 - 11:25 |                            |
| 9  | 描け!日本の心編                          | 2010年5月5日   | 10:30 - 11:25 |                            |
| 10 | めざせ絶壁の山頂!大自然編                | 2010年11月3日  | 10:30 - 11:25 |                            |
| 11 | お母さんありがとう 感謝の歌編            | 2011年5月5日   | 10:30 - 11:25 |                            |
| 12 | がんばっぺし元気村!                      | 2011年10月10日 | 10:30 - 11:25 |                            |
| 13 | 親子で登れ!箱根"天下の険"                | 2012年5月3日   | 10:30 - 11:25 |                            |
| 14 | 過酷!!サバイバル合宿                     | 2012年11月23日 | 10:30 - 11:25 | 5.4%（ビデオリサーチ調べ） |
| 15 | 新幹線清掃「奇跡の7分」に挑む            | 2013年7月15日  | 10:30 - 11:25 |                            |
| 16 | 大切な人へ届け!心の手紙                  | 2014年6月28日  | 10:50 - 11:45 |                            |
| 17 | 試練!僕らの宇宙飛行士ミッション          | 2015年1月17日  | 10:50 - 11:45 |                            |
| 18 | 飛んだ!泣いた!ぼくらが作ったイルカショー | 2015年5月2日   | 10:00 - 10:55 |                            |
| 19 | もうビリはイヤだ!新体操ボーイズ涙の合宿  | 2016年7月9日   | 10:50 - 11:45 |                            |

放送日・放送時間は関東地区を基準とする。

## 講師
- 林英哲（第1回）
- 茂木健一郎（第2回・第3回・第5回・第7回）
- アニマル浜口（第3回）
- SADA(アクロバットロープパフォーマンス集団『縄☆レンジャー』メンバー)（第3回）
- 坂本雄次（ランニングプロデューサー）（第3回）
- 野口健（第4回）
- 神田川俊郎（第6回）
- 亀渕友香（第7回）
- 白石康次郎（第8回）
- 齋藤孝（第9回）
- 埼玉県立松山女子高等学校 書道部（第9回）
- アト゜イ（第10回）
- 植村花菜（第11回）
- ドン小西（第12回）
- 富田たかし（第13回）
- 田口仁人（研修講師）（第14回）
- 三木直人（研修講師）（第14回）
- 山極寿一（第15回）
- 小池邦夫（絵手紙作家）（第16回）
- 小池恭子（絵手紙作家）（第16回）
- 柳川孝二(JAXA元宇宙飛行士選抜試験官)（第17回）
- 竹前俊昭(JAXA観測・実験ロケットエンジニア)（第17回）
- 米良由希(下田海中水族館トレーナー)（第18回）
- 秋山エリカ（第19回）

## ナレーション
- 久保田直子（テレビ朝日アナウンサー）

過去
- 武内絵美（テレビ朝日アナウンサー）

## テーマ曲
- 植村花菜「ちむぐくる」

## スタッフ
- 制作・著作：テレビ朝日